# Руфус. Хроніки чарівної країни
Руфус. Хроніки чарівної країни (англ. Adventures of Rufus: The fantastic pet) — художній анімаційний фентезійний фільм, випущений ACE Entertainment 2020 року, режисера Раяна Беллґардта. Світова прем'єра фільму відбулася 26 травня 2020 року в США. В Україні стрічка вийшла в прокат 24 червня 2021 року.

## Сюжет
Бабуся постійно радить своїм онукам Скоту та Емілі, що гостюють у неї, читати звичайні книжки, але вони прагнуть шукати нову інформацію в сучасних гаджетах. На горищі в одній з пустуючих кімнат бабусиного будинку діти знаходять дивну істоту. Він представляться Руфусом. Діти думають, що це за смілива, кошлата та не схожа на жодну іншу істоту тварина. Руфус завіряє друзів, що прибув із чарівної країни. Його рідна земля у небезпеці, тому Скот та Емілі мають допомогти її врятувати. Для вирішення проблем у нагоді стає електронна книга заклинань чарівника Еббота, якого дивним чином раніше ніхто з дітей не зустрічав, хоча він і живе у будинку. Не вагаючись, Емілі та Скот вирушають разом із Руфусом та Ебботом рятувати казковий край. за допомогою заклинань вони збирають чотири інгредієнтів для чарівного пилу, щоб врятувати чарівний світ. Складність місії полягає у тому, що давній ворог чарівника — підла Ліліт хоче забрати книгу собі. Вона шукає у книзі заклинання, яке, нібито, перетворює все в золото. Рятуючи чарівний світ Еббот, Скотт і Емілі зустрічаються з гігантським алігатором, злісним скелетом динозавра, безжальною совою і вогнедихаючим драконом…

## У ролях

### У головних ролях
- Кайлер Чарльз Бек — Скотт — головна роль
- Медлін Кінтц — Емілі — головна роль

### У ролях
- Корі Філліпс — Еббот, чарівник
- Раян Беллґардт — Руфус (голос)
- Леа Філпотт — Ліліт
- Ніколас Саймон — Едгар
- Крісті Тейт — Клара
- Маділін Келлі — Сара
- Еван Ассанте — Пітер
- Метті Вокер — Метті
- Тофер Оуен — Норман
- Лінда Айхер — бабуся
- Лісандро Боккаччо — бібліотекар
- Нік Суїзі — бібліотекар
- Ерін Геррінг — бібліотекар
- Джейсон Барлор — бібліотекар
- Раяна Родрігес — бібліотекар
- Джанітта Суейн — бібліотекар
- Ларона Марзетт — скейтбордист
- Еддісон Меткалф — дівчинка в парку
- Ерні Робінсон — чоловік в парку
- Райкер Салазар — сек'юріті
- Челсі Ді
- Кріс Гойт — відеогра (голос)